# Boysenberry
Un boysenberry és un híbrid entre la gerdera (Rubus idaeus), el Rubus fruticosus i el Loganberry (Rubus × loganobaccus). És un fruit compost gros amb llavors també grosses i color marró fosc.

## Història
A finals de la dècada de 1920, George M. Darrow del USDA va tenir notícia d'un fruit del gènere Rubus molt gros de Califòrnia d'una granja d'una persona anomenada Rudolph Boysen. D'allí s'obtingueren les plantes progenitores.